# ورخنه‌یائوشوو
ورخنه‌یائوشوو (انگلیسی: Verkhneyaushevo) یک شهرک در شهرستان فیودوروفسکی استان باشقیرستان کشور روسیه است.